# František Simandl
František Simandl, německy též Franz Simandl, (1. srpna 1840, Blatná – 15. prosince 1912, Vídeň) byl česko-rakouský kontrabasista a hudební pedagog.

## Život
V letech 1855 až 1862 studoval hru na kontrabas u prof. Josefa Hraběte na Pražské konzervatoři, která se v 19. století těšila mezinárodnímu věhlasu ve vyučování hry na kontrabas. Po absolvování Simandl odjel do Vídně, kde nastoupil jako 1. kontrabasista c.k. Dvorní opery a po mnoho let byl aktivní jako předseda orchestru. Nadto byl více než 40 let (1869 až 1910) profesorem hry na kontrabas na vídeňské konzervatoři. V Blatné se od r. 2002 pořádá Mezinárodní kontrabasové bienále, které nese jeho jméno.

## Galerie

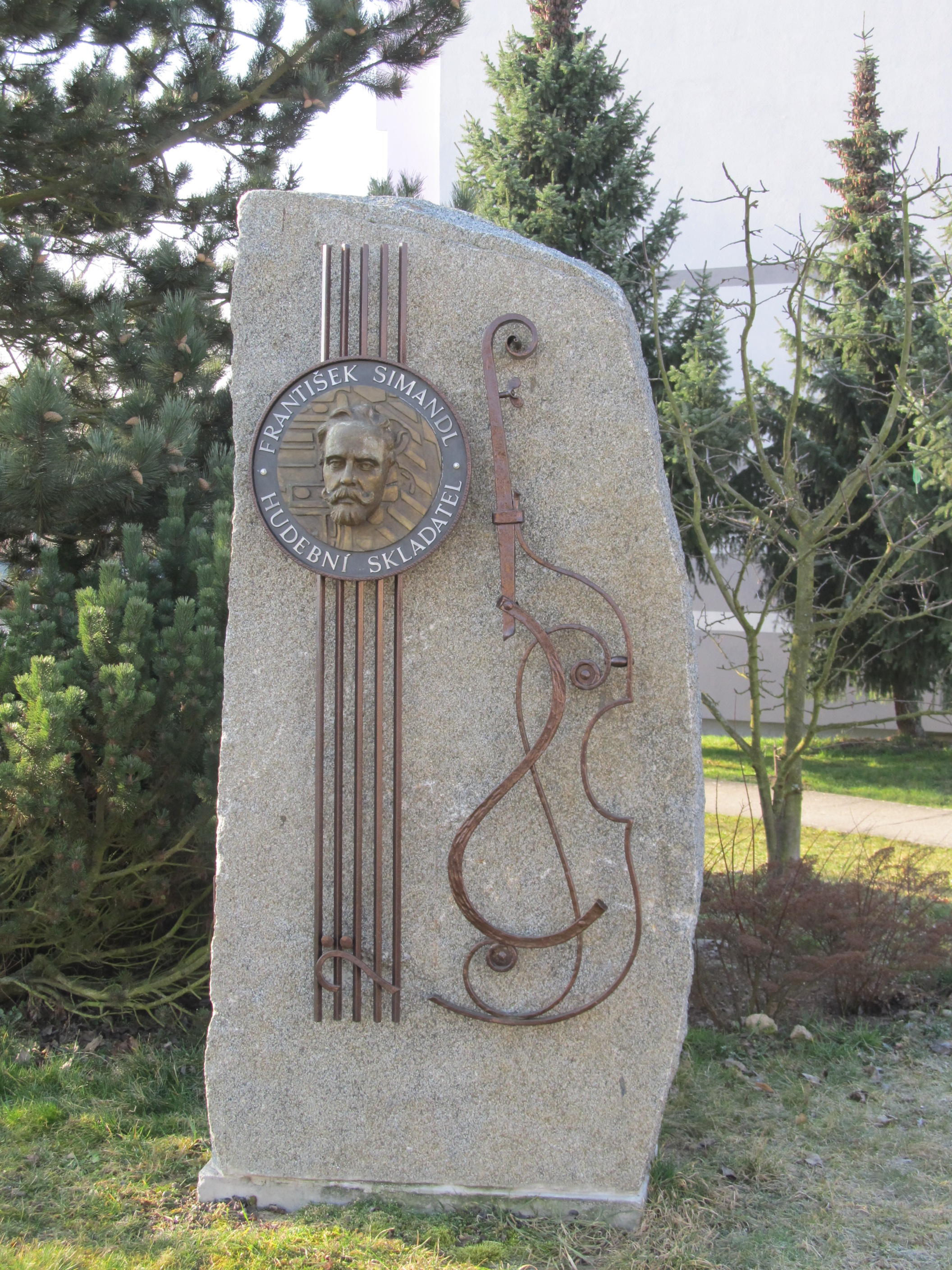
Pomník hudebního skladatele Františka Simandla od ak. sochaře Karla Kryšky